# William Dwight Whitney
William Dwight Whitney (Northampton, 9 febbraio 1827 – New Haven, 7 giugno 1894) è stato un linguista, filologo e lessicografo statunitense.

## Biografia
Nato in una famiglia agiata, figlio di Josiah Whitney e Sarah Williston, William Dwight Whitney fu un bambino prodigio: entrò all'età di quindici anni nel Williams College, e sviluppò un interesse particolare per le scienze naturali che risultò in seguito fondamentale per i suoi successivi studi sul linguaggio. Laureato dopo tre anni, nel 1845 come Valedictorian, venne assunto nella stessa banca in cui aveva lavorato il padre,  nella quale fu impiegato per tre anni, dedicando il suo tempo libero agli studi sul linguaggio europeo. Nel medesimo periodo venne nominato membro della U.S. Geological Survey of the Lake Superior Region, guidata da Josiah, futuro professore di geologia ad Harvard. Nel 1849 Whitney dopo aver lasciato la banca, completò il suo percorso di studi al Graduate School di Yale per approfondire il suo studio sul sanscrito, in compagnia di Edward Elbridge Salisbury, professore di lingua araba e sanscrita, il quale si era formato accanto a Franz Bopp a Berlino. Nel 1850 lo stesso Whitney si recò a Berlino per studiare la filologia indoeuropea con Weber e Bopp; successivamente a Tübingen per approfondire le sue ricerche con Roth, con il quale collaborò per la pubblicazione di Atharva Veda Sanhita (1856), una delle opere più importanti ed antiche sulle scritture vediche. Continuò i suoi studi attingendo ai manoscritti presenti a Berlino confrontandoli con quelli londinesi, parigini e di Oxford, aggiornando il suo lavoro con numerosi articoli, note e traduzioni, i quali sono menzionati nella sua opera Oriental and Linguistic Studies (1874).
Nel 1854 William Whitney venne nominato professore di sanscrito, corso fondato e tenuto precedentemente da Salisbury, nella prestigiosa università di Yale, nella quale, nel 1869 ottenne anche la cattedra di glottologia.
Nel 1856 sposò Elizabeth Wooster Baldwin, dalla quale ebbe sei figli.
Divenne segretario dell'American Oriental Society dal 1857 e ottenne la presidenza dal 1884.
Nel 1868 venne eletto come membro dell'American Antiquarian Society. Il 31 gennaio 1886 divenne Socio dell'Accademia delle Scienze di Torino.
Si spense il 7 giugno 1894 nella sua casa a New Haven.
Era fratello del geologo Josiah Whitney.

## Opere

### The Sanskrit Grammar
Distinguendosi dai grammatici indiani sanscriti, Whitney si approcciò alla lingua secondo un proprio modo, considerando gli studi precedenti troppo astratti, i quali definirono regole in realtà mai usate negli scritti; rivolgendosi al sanscrito con un approccio empirico, riproponendo la sua concezione di linguaggio inteso come fatto sociale, ripudiò la generalizzazione delle regole senza una sicura e diretta verifica dell'evento. Nonostante la familiarità e vicinanza del linguista americano con la letteratura sanscrita, ovviamente non è possibile che sia al livello delle intuizioni dei grammatici madrelingua. Ha rimarcato però la differenza tra la filologia comparata (utilizzata dai grammatici europei) e la nuova scienza della linguistica, che stava prendendo forma in quegli anni. Whitney sostiene che i principi generali, le regole di una lingua, siano da ricercare nel parlato corrente, in quanto, contrariamente allo strutturalismo, concepisce la lingua come un sistema privo di struttura, "nell'essere la varietà che è abbastanza per essere definita discordanza... una congerie di linguaggi individuali.. che si differiscono fra loro in ogni grado" ("in itself of a variety which is fairly to be termed discordance... a congeries of individual languages... [that] differ among themselves in every degree"), opponendosi alla nuova scienza della linguistica, la quale si fondava su regole e principi generali, in cui le esperienze, il quotidiano, l'empirico viene posto marginalmente, come un'illustrazione. The Sanskrit grammar, fondata sia su testi classici che su dialetti più antichi, ha permesso al linguista statunitense di comprendere i cambiamenti della lingua nel corso dei secoli; per Whitney tutti gli studi inerenti al linguaggio possedevano una matrice storica, in quanto le regole della grammatica erano presenti nella storia, nella cultura, nei parlanti.

### The Life and Growth of Language
The Life and Growth of Language, opera risalente al 1875, evidenzia come il linguista americano abbia anticipato le prospettive moderne, concependo il linguaggio come istituzione umana, come fatto sociale, creato dall'uomo. Quest'opera suscitò l'attenzione del padre della linguistica generale, De Saussure, il quale lo definì come "quegli che spinse la linguistica a prospettarsi un problema generale del linguaggio". 
Benvenuto Aronne Terracini sostiene che l'interpretazione sociologica di Whitney non risolva il problema generale del linguaggio, in quanto comprende solo un aspetto dell'interpretazione culturale del linguaggio, diviso da Whitney in due storie, una interna ed una esterna, con una relazione diretta con la cultura della seconda.

## Opere principali
- Language and the Study of Language: Twelve Lectures on the Principles of Linguistic Science (1867)
- On Material and Form in Language (1872)
- Oriental and Linguistic Studies - First Series: The Veda, The Avesta, The Science of Language (1872)
- Oriental and Linguistic Studies - Second Series: The East and West, Religion and Mythology, Hindu Astronomy (1874)
- Darwinism and Language (1874)
- The Life and Growth of Language: An Outline of Linguistic Science (1875)
- Essentials of English Grammar for the Use of Schools (1877)
- Sanskrit Grammar: Including Both the Classical Language, and the Older Dialects, of Veda and Brahmana (1879)
- Language and its Study: with Special Reference to the Indo-European (lectures) (1880)
- Logical Consistency in Views of Language (1880)
- Mixture in Language (1881)
- The Roots, Verb-forms and Primary Derivatives of the Sanskrit Language (supplement to Sanskrit Grammar) (1885)
- Practical French Grammar (1887)
- A Compendious German and English Dictionary (1887)
- The Century Dictionary (editor) (1889-1891)
- Introductory French Reader (1891)
- Max Müller's Science of Language (1893)
- Atharva-Veda Samhita, 2 volumi (traduttore)
- The History of Sanskrit Grammar (ristampa indiana di Sanskrit Grammar)
- Manuscript Diary

- Are Languages Institutions?, in Popular Science Monthly Volume 7, giugno 1875

## Opere dedicate a Whitney
- Whitney, William Dwight in The American Cyclopædia, 1879.
- Whitney, Josiah Dwight, in Appletons' Cyclopædia of American Biography, New York: D. Appleton and Co. (1889)
- William Dwight Whitney (Thomas Day Seymour) - biografia pubblicata nel 1895
- The Whitney Memorial Meeting, ed. Charles Rockwell Lanman (1897)
- Whitney, William Dwight, The New International Encyclopædia. New York: Dodd, Mead and Co., 1905.
- Whitney, William Dwight in The Nuttall Encyclopædia di James Wood, London: Frederick Warne and Co., Ltd., 1907.
- Whitney, William Dwight, in A Short Biographical Dictionary of English Literature di John William Cousin, London: J. M. Dent & Sons, 1910.
- Whitney, William Dwight, in Encyclopædia Britannica, (11th ed.), 1911
- Whitney, William Dwight, in The Encyclopedia Americana, New York, 1920
- Whitney, William Dwight, in Collier's New Encyclopedia, New York: P. F. Collier & Son Co. (1921)